# 王志聖
王志聖，號「仙翁」。浙江餘姚人。上海光華大學畢業後到法國巴黎大學留學。曾任光華體育會主席。1954年至1960年擔任香港足球總會主席，任內推動體育發展，1956年香港成功主辦首屆亞洲盃足球賽。1960年羅馬奧運會，王志聖出任中華民國足球代表團副領隊。1960年11月5日，突然被香港警察逮捕，扣留50天後獲准保釋外出。1961年3月，被香港政府以「不受歡迎人物」名義遞解出境，送往台灣。王志聖獲得陳誠副總統接見，並出任中華全國體育協進會理事、中華全國足球裁判會會長、台灣省足球協會會長等職。